# Sarcophaga pauciseta
Sarcophaga pauciseta är en tvåvingeart som beskrevs av Louis Pandellé 1896. 
Sarcophaga pauciseta ingår i släktet Sarcophaga och familjen köttflugor. Artens utbredningsområde är Polen. Inga underarter finns listade i Catalogue of Life.